# Yangji (socken i Kina, Henan, lat 32,26, long 115,56)
Yangji (kinesiska: 杨集, 杨集乡) är en socken i Kina. Den ligger i provinsen Henan, i den centrala delen av landet, omkring 330 kilometer sydost om provinshuvudstaden Zhengzhou.
Genomsnittlig årsnederbörd är 1 204 millimeter. Den regnigaste månaden är augusti, med i genomsnitt 201 mm nederbörd, och den torraste är januari, med 26 mm nederbörd.